# Гасик
Гасик (таб. Гьесихъ) — село в Табасаранском районе Дагестана (Россия). Входит в состав сельского поселения «Сельсовет Джульджагский».

## География
Расположено в 5 км к юго-западу от районного центра — села Хучни.
Ближайшие сёла: на севере — Хархни, на северо-западе — Гюгряг, на западе — Куваг, на востоке — Сертиль, на юго-западе Ханак.

## История
Гасикцы активно участвовали в восстании в Кайтаго-Табаранском округе в 1866 году. В августе 1866 г. близ села произошло столкновение между местными жителями и царскими войсками во главе с генерал-майором Джемарджидзе.
Защищавшиеся гасикцы, «выхватив кинжалы, на виду у всего отряда», также изранили его адъютанта, поручика Семенова; переводчика - вскоре умершего; и командира стрелковой роты 83-го пехотного Самурского полка поручика Морозова; также успели убить 3-х нижних чинов и нанести 9-ти нижним чинам раны.

## Население
| 1895 | 1926 | 1939 | 1970 | 1989 | 2002 | 2010 |
| ---- | ---- | ---- | ---- | ---- | ---- | ---- |
| 164  | ↗173 | ↗222 | ↗263 | ↗322 | ↗365 | ↗403 |
| 2021 |      |      |      |      |      |      |
| ↗514 |      |      |      |      |      |      |